# Депутатка Анджелина
«Депутатка Анджелина» (итал. L'onorevole Angelina) — кинофильм режиссёра Луиджи Дзампы, вышедший на экраны в 1947 году. За исполнение главной роли Анна Маньяни была удостоена приза Венецианского кинофестиваля и премии «Серебряная лента».

## Сюжет
Анджелина — жена полицейского и мать пятерых детей, которая живёт с семьёй в бедном квартале, построенном домовладельцем на непригодных для этого землях вместо благоустроенного социального жилья. Каждый день ей приходится думать, как свести концы с концами и хотя бы накормить детей. Однажды её терпение лопается, и она возглавляет «бунт женщин», которые разоблачают местного спекулянта, добиваются от властей обеспечения района водой и создания столовой для детей. Когда квартал в очередной раз затапливает вышедшая из берегов река, Анджелина побуждает бедняков занять строящиеся неподалёку хорошие дома, которые домовладелец Гарроне намерен продать, а не передать нуждающимся. Женщину арестовывают, однако Гарроне, имеющий свой план действий, забирает заявление из полиции. Вышедшую на свободу Анджелину встречают, как победительницу, и вскоре возникает идея выдвинуть её в депутаты в качестве представителя бедных слоёв населения...

## В ролях
- Анна Маньяни — Анджелина Бьянки
- Нандо Бруно — Паскуале Бьянки
- Аве Нинки — Кармела
- Эрнесто Альмиранте — Луиджи
- Аньезе Дуббини — Чезира
- Армандо Мильяри — Каллисто Гарроне
- Мария Донати — жена Гарроне
- Мария Грация Франча — Аннетта Бьянки
- Витторио Моттини — Роберто
- Франко Дзеффирелли — Филиппо Гарроне
- Джанни Музи — Либеро Бьянки
- Угетто Бертуччи — Бенедетто Дзампальоне